# Pfarrkirche Neuberg im Burgenland

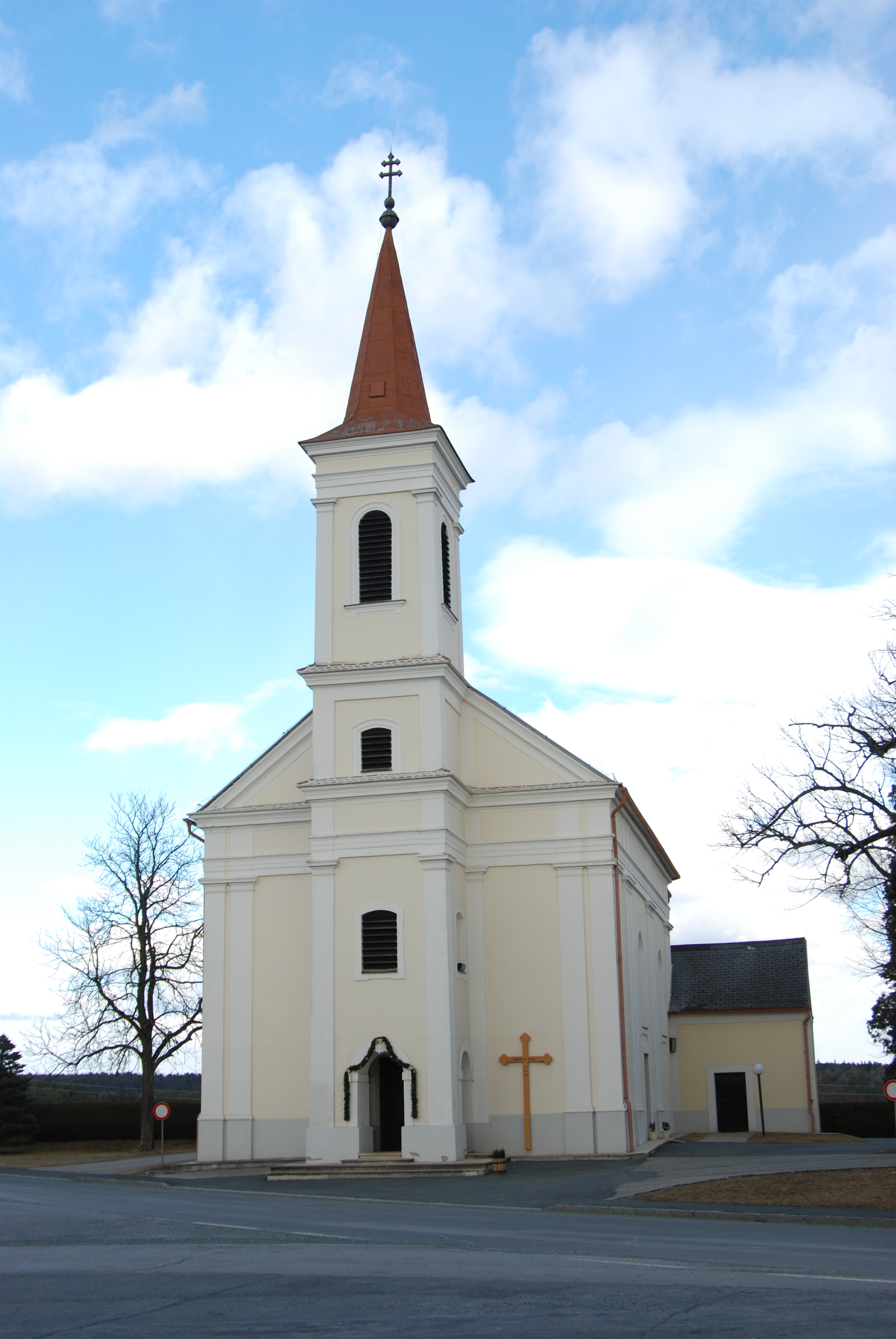
Pfarrkirche Neuberg

Die römisch-katholische Pfarrkirche Neuberg im Burgenland steht in der Gemeinde Neuberg im Burgenland (ungarisch: Újhegy; kroatisch: Nova Gora) im Bezirk Güssing im Burgenland. Sie ist dem heiligen Johannes dem Täufer gewidmet und gehört zum Dekanat Güssing in der Diözese Eisenstadt. Das Gebäude steht unter Denkmalschutz (Listeneintrag).

## Geschichte
Bereits im Jahr 1742 wurde die erste Kapelle errichtet und dem heiligen Johannes der Täufer gewidmet. 1821 wurde auf Kosten der Gemeinde Neuberg mit der Unterstützung von Fürst Batthyány eine Kirche aus festem Material errichtet. Die heutige Kirche entstand 1888 unter Pfarrer Franz Barkovits. Der Hochaltar samt Altarbild stammt von 1863.

## Architektur und Ausstattung

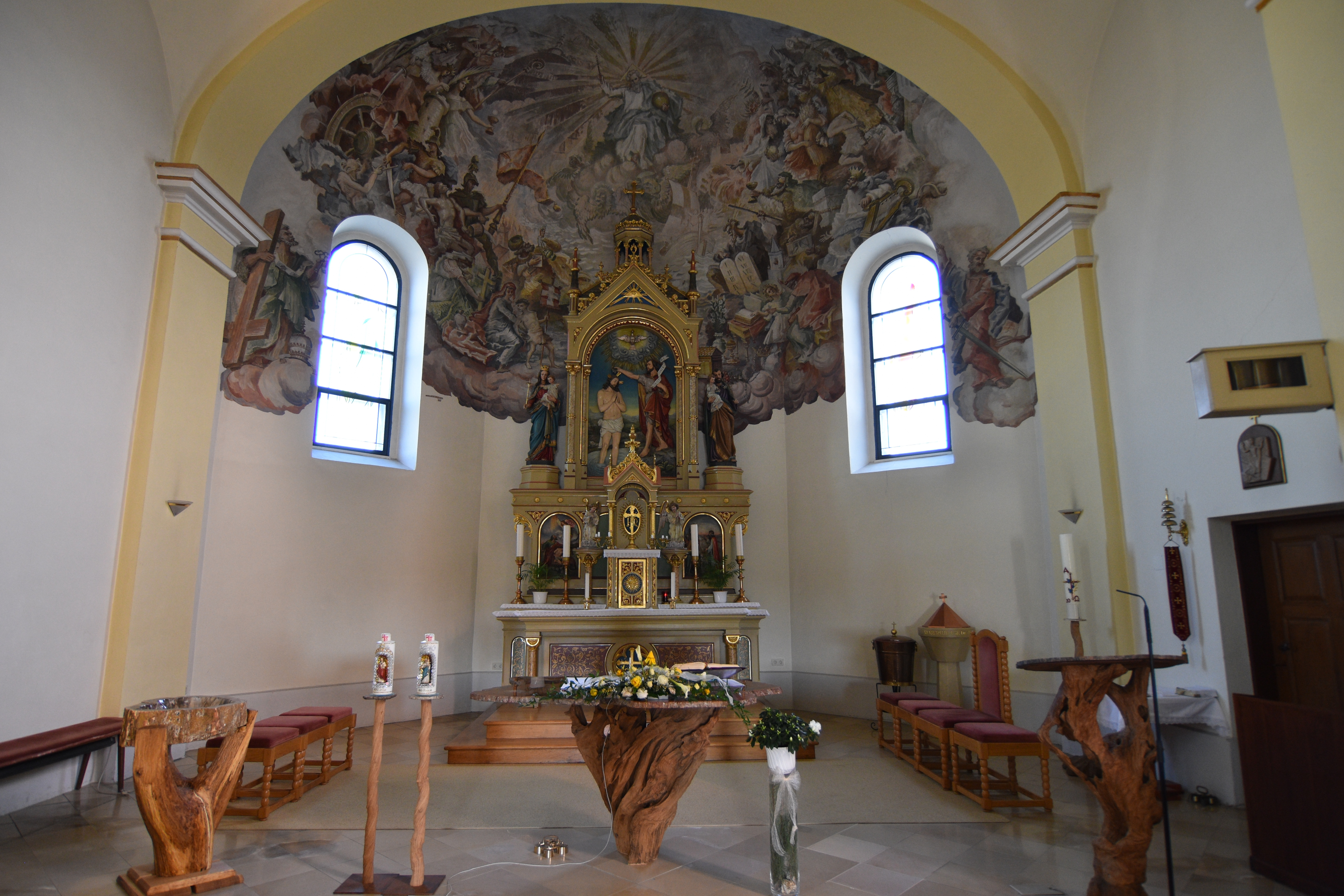
Der Altarraum

Im Altarraum ist eine Wandmalerei mit dem Motiv Anbetung der Dreifaltigkeit. Am 21. Mai 2010 weihte Paul Iby, Bischof von Eisenstadt den neuen Volksaltar. Die Altarplatte besteht aus 220 Millionen Jahre altem versteinertem Holz aus Arizona. Sie enthält Mineralien wie Jaspis, Achat und Chalzedon. Der Unterbau besteht aus sehr alten Baumwurzeln. Ambo und Kerzenleuchter sind im selben Stil gehalten. Unter dem Volksaltar wurden Reliquien des heiligen Celsus, des heiligen Donatus, der heiligen Victoria und des seligen Ladislaus Batthyány-Strattmann eingemauert. Die Orgel aus 1911 mit 8 Registern stammt von Gebrüder Rieger.